# Pueblo Yaqui (Sonora)
Pueblo Yaqui es un pueblo mexicano perteneciente al municipio de Cajeme, ubicado en el sur del estado de Sonora, en el centro del valle del Yaqui, el pueblo es una de las cinco comisarías en las que se subdivide el municipio.
Según los datos del Censo de Población y de Vivienda realizado en 2020 por el Instituto Nacional de Estadística y Geografía (INEGI), Pueblo Yaqui tiene un total de 14,173 habitantes, lo que la convierte en la decimosexta localidad (16°) más poblada del estado, y la tercera que no es cabecera municipal.

## Geografía
Pueblo Yaqui se encuentra a 18 km (25 min) de Ciudad Obregón, la cabecera del municipio. Se sitúa en las coordenadas geográficas 27°21′30″ de latitud norte y 110°11'0" de longitud oeste del meridiano de Greenwich, a una altitud de 18 metros sobre el nivel del mar.
Su territorio comprende al norte desde la calle 400-canal 4-, al oeste desde la calle 7 -límite del Campo 47-, al este desde la calle 5-Norman Borlaug o calle 5 de febrero- y al sur desde el litoral del mar de Cortés.

## Historia
Originalmente conocido como Campo 9, Pueblo Yaqui fue fundado en 1895, con la llegada de pobladores de los estados de Sinaloa y Durango que buscaban empleo y un lugar para asentarse y forjar un patrimonio familiar. Entre 1915 y 1916 llegaron los hermanos Antonino y Fortunato Esquer, Luis Torres, Felipe Cabrera, Luis Oroz, Florencio Monteverde, la familia Pablos, Inés Verdugo, Francisco León, José Fuentes y el poeta Solano Vidal Esquer, entre otros.
En los primeros años se conoció como Congregación Yaqui por ser una comunidad asentada en territorio de la tribu yaqui de la que tomaba su nombre, se consideró un centro de población en desarrollo, debido a que sobre la calle 9, actualmente llamada "Emiliano Zapata" en el centro de Pueblo Yaqui, pasaría la vía del tren que permitiría el comercio con Estados Unidos y el traslado de personas al norte del país, conectando a la vez a esta región con el interior del país. El proyecto finalmente fue trasladado al norte, a tierras con una mayor elevación, a lo que hoy es Ciudad Obregón, lo que truncó el crecimiento económico de la comunidad.
Muchos de los que habitaron este lugar llegaron desde Pótam por una de las muchas brechas que se hicieron para tener acceso desde otros estados.
En 1908 se iniciaron trabajos de desmonte con herramientas manuales como el hacha, lo que no permitió avanzar muy rápido, ante la zozobra por el constante hostigamiento y quema de las siembras provocadas por los yaquis.
El desarrollo del sistema de irrigación y la riqueza prodigiosa de la tierra en este valle, considerado hasta hoy como el granero por excelencia, atrajo más gente que hizo crecer este conglomerado. Así, en 1917 al ingresar Estados Unidos a la Primera Guerra Mundial, esta región, que ya era popular, recibió una corriente de inmigración del vecino país, compuesta por familias de origen alemán, canadienses y yugoslavos que daban la espalda a las armas y al frente atrincherado en Europa, ante la lucha que libraban los países imperialistas emergentes, para construir una nueva división geopolítica en el mundo.

### Urbanización
El propósito de urbanización inicia en 1972 con la pavimentación de la calle Emiliano Zapata, en el periodo del doctor López Arias, entonces presidente municipal de Cajeme, sin considerarse la necesidad de contar con un drenaje central, lo que ocasionó destrucción del pavimento y hundimiento de carros en las llamadas zanjas, crisis que prevaleció durante la década de los ochenta y noventa. Es en el año 2001, cuando se iniciaron los trabajos de fondo en la introducción de drenaje y renovación de líneas de agua, sobre el histórico bulevar Emiliano Zapata, en donde se trabajó hasta febrero del 2003,cuando se concluyó la pavimentación de esta ruta principal.
Los trabajos de pavimentación continuaron, incorporándose el bulevar Carrillo Puerto, para inicios del 2005; en tanto que para el 2007, se entrega la ampliación de la calle 9, desde la calle Luis Cajeme y hasta la calle Meridiano (crucero del yaqui), continuado de la pavimentación de una importante zona escolar, que concentra tres escuelas primarias, un preescolar, dos secundarias y una preparatoria(COBACH), sobre las calles Lázaro Cárdenas, Francisco Villa y Francisco Sarabia.

### Eventos
La historia de Pueblo Yaqui está marcada por la presencia directa y personal del entonces presidente de la República, general Lázaro Cárdenas del Río, quien en 1937 entregó 17 mil hectáreas abiertas al cultivo y 24 mil de agostadero que sustentaron el nacimiento del "EJIDO EL YAQUI".

## Demografía
De acuerdo a los datos del Censo de Población y Vivienda realizado en 2020 realizado por el Instituto Nacional de Estadística y Geografía (INEGI), la ciudad tiene un total de 14,173 habitantes, de los cuales 7049 son hombres y 7124 son mujeres. En 2020 había 4869 viviendas, pero de estas 4147 viviendas estaban habitadas, de las cuales 1530 estaban bajo el cargo de una mujer. Del total de los habitantes, 108 personas mayores de 3 años (0.76% del total) habla alguna lengua indígena; mientras que 23 habitantes (0.16%) se consideran afromexicanos o afrodescendientes.

## Política
Pueblo Yaqui es una comisaría dependiente del municipio de Cajeme, su cabecera es la localidad del mismo nombre. Es representada por un comisario, que puede ser elegido popularmente, o impuesto por el gobierno municipal; el último comisario en el poder por elección popular fue Ariel Ochoa.

## Comisarios de Pueblo Yaqui
- (1967-1970) : Baudelio Lugardo Márquez
- (1988-1991) : Ildefonso Vega Portillo
- (1994-1997) : Saúl Amador Manríquez Ayala
- (1997-2000) : Ariel Ochoa
- (2000-2003) : Jorge Ponce
- (2003-2006) : Ramón Gutiérrez
- (2006-2009) : Elizabeth Ayala
- (2009-2012)  : Arturo Briceño
- (2012-2015) : Nicasio Suárez
- (2015-2018) : Trinidad Sánchez
- (2018-2021) : Eliazar Verduzco
- (2021-2025): Rosario Valdez

## Lista de escuelas
Primarias:
- Margarita Maza de Juárez
- Josefina Viuda de Gálvez 1
- Josefina Viuda de Gálvez 2
- General Lázaro Cárdenas
- María de la Luz Márquez
- 19 de noviembre
- Prof. Miguel Cajen Higuera

Secundarias:
- Escuela Secundaria Técnica #48

- Escuela Estatal Lic. Benito Juárez

Preparatorias:
- Colegio de Bachilleres del Estado de Sonora, plantel Pueblo Yaqui

## Servicios médicos
- Unidad de Medicina Familiar #35(IMSS)
- Cruz Roja, delegación Pueblo Yaqui
- Centro de Salud de la comunidad
- Dr. Eligio Borquez.
- Dr. Ariel Ochoa López.
- Dr. Nelson Eduardo Ibarra Páez
- Dr. Rubén Gerardo Salido Agûero
- Dr. Héctor Manuel Piñuelas León
- Dra. Alma Delia Encinas Salinas
- Dr. Carlos Cañedo

## Edificios representativos
Biblioteca: la antigua biblioteca se encuentra en el camellón de la calle Emiliano Zapata, frente al monumento de Don Benito Juárez, actualmente ubicada en el antaño mercado municipal, equipada con computadoras e Internet para ofrecer un mejor servicio a la comunidad en plena era digital.
Kiosko :es una parte fundamental de este pueblo y lo representa como su corazón y es su centro de eventos y siempre se organizan ahí o cerca.

## Deporte
KURAIKA FC (Fútbol) Equipo de Fútbol creado en 2021 que participa en diferentes ligas, liga interbarrial de Pueblo Yaqui, Liga Interejidal de Fútbol, Fútbol 8 Pueblo Yaqui, Futbol 6 las Fuentes. Campeón de Liga Interbarrial en 2021.
Águilas D-I-7 (béisbol): Equipo de béisbol de la Liga Magisterial de Béisbol del Valle del Yaqui.
Yaquis (béisbol): equipo de béisbol de la Liga de Interejidal del Valle del Yaqui
Tiburones equipo que representa al pueblo en la rama del fútbol americano y es un gran representante del pueblo llegando a ser campeones invictos

## Sitios de Recreación
- Deportivo Pueblo Yaqui "Cobach"
- Parque recreativo infantil y deportivo, estadio de béisbol C. Sóstenes Valenzuela Miller.
- Unidad Deportiva Estadio de Béisbol "Calle 19 de noviembre, zona urbana norte"
- Campos de fútbol y básquetbol, zona urbana norte.